# Aurum Geyser
Pour les articles homonymes, voir Aurum.
Aurum Geyser est un geyser de type « cône » situé dans le Upper Geyser Basin dans le parc national de Yellowstone aux États-Unis, sur Geyser Hill.
Il peut, parfois, être très prévisible mais il peut aussi être très irrégulier et imprévisible. D'après les observations, son activité est liée à la prairie située derrière lui. En effet, lorsque la prairie est humide, l'activité est régulière avec 3 à 4 heures entre deux éruptions. En revanche, lorsque la prairie est sèche à la fin de l'été et au début de l'automne, l'intervalle entre deux éruptions devient de moins en moins prévisible, allant de 4 à 7 heures.
Les éruptions durent environ 90 secondes et la hauteur atteinte par le geyser est comprise entre 4,6 m et 7,6 m. Une éruption est généralement précédée par le bouillonnement dans deux petits orifices situés à proximité du geyser. En de rares occasions, une éruption sera suivie par une deuxième plus petite éruption 5 à 10 minutes après la première.